# Erin Mathews
Erin Mathews (nacida el 28 de mayo de 1977) es una actriz profesional canadiense y también actriz de voz.
Mathews nació en Toronto, Ontario. Su papel más importante hasta ahora es el papel recurrente como Lily en las dos primeras temporadas de todos nosotros. Además  ha aparecido en un episodio en cada uno de los programas de televisión El treet $, Desperate Housewives, CSI: Crime Scene Investigation y Hot Properties.
Como actriz de doblaje, ha dado la voz de, Rogue en el videojuego X-Men Legends, así como Mei-Shin en la versión en Inglés de 3 × 3 Ojos,  Yamamoto Yohko en la versión en inglés de Starship Chica Yamamoto Yohko. También fue la voz del DJ en el juego Ridge Racer 7' y Kid vs. Kat con la voz de Coop Burtonberguer.

## Filmografía
| Año             | Trabajo                                     | Rol                                           | Noteas                                |
| --------------- | ------------------------------------------- | --------------------------------------------- | ------------------------------------- |
| 2000            | Ice: Beyond Cool                            | Sara/Inner Sara                               | Directo a video                       |
| 2006            | My Little Pony: A Very Pony Place           | Lily Lightly                                  | Directo a video                       |
| 2007            | Betsy Bubblegum's Journey Through Yummiland | Veronica Vanilla Almond                       |                                       |
| 2008–2011       | Kid vs. Kat                                 | Coop Burtonburger                             | 52 episodios                          |
| 2008–2011       | Geronimo Stilton                            | Benjamin Stilton                              | 52 episodios                          |
| 2008            | Barbie Mariposa                             | Rayla                                         | Directo a video                       |
| 2009            | My Little Pony: Twinkle Wish Adventure      | Toola Roola                                   | Directo a video                       |
| 2009 – presente | Dinosaur Train                              | Stacie, Vera, Judy                            |                                       |
| 2010            | Action Dad                                  |                                               | Guest role                            |
| 2010            | My Little Pony: Friendship Is Magic         | Little Strongheart                            | Guest role (episode: "Over a Barrel") |
| 2011            | GeoFreakZ                                   | Freakachu                                     | 22 episodios                          |
| 2011            | Quest for Zhu                               | Num Nums & Surfer                             |                                       |
| 2013            | Pac-Man and the Ghostly Adventures          | Pac-Man                                       |                                       |
| 2013            | Sabrina: Secrets of a Teenage Witch         | Zelda Spellman                                |                                       |
| 2015-presente   | Lego Elves                                  | Azari Firedancer y Naida Riverheart           |                                       |
| 2015-presente   | Lego Nexo Knights                           | Macy Halbert, Robin Underwood y Alice Squires |                                       |

"Final Fantasy XV" Cindy Aurum